# Film in 1937
Dit artikel gaat over de film in het jaar 1937.

## Gebeurtenissen
- 4 maart – De 9e Oscaruitreiking wordt gehouden in het Millennium Biltmore Hotel in Los Angeles, voor de beste films van 1936.

## Succesvolste films
| Plaats | Titel                           | Studio                        | Opbrengst      | Opbrengst    | Opbrengst           | Opbrengst |
| Plaats | Titel                           | Studio                        | Internationaal | VS/Canada    | Verenigd Koninkrijk | Australië |
| ------ | ------------------------------- | ----------------------------- | -------------- | ------------ | ------------------- | --------- |
| 1.     | Sneeuwwitje en de zeven dwergen | RKO Radio Pictures            |                | $185.000.000 |                     |           |
| 2.     | Conquest                        | Metro-Goldwyn-Mayer           |                | $2.141.000   |                     |           |
| 3.     | Damaged Lives                   | Weldon Pictures Corporation   |                | $1.800.000   |                     |           |
| 4.     | Parnell                         | Metro-Goldwyn-Mayer           |                | $1.576.000   |                     |           |
| 5.     | La Grande Illusion              | Barr Entertainment            |                | $316.050     |                     |           |
| 6.     | Annapolis Salute                | RKO Radio Pictures            |                | $272.000     |                     |           |
| 7.     | Pépé le Moko                    | Arthur Mayer & Joseph Burstyn |                | $154.000     |                     |           |
| 8.     | Green Fields                    | Ergo Media                    |                | $80.000      |                     |           |

## Academy Awards
10de Oscaruitreiking:
- Beste film: The Life of Emile Zola (Warner Bros. Pictures)
- Beste acteur: Spencer Tracy in Captains Courageous
- Beste actrice: Luise Rainer in The Good Earth
- Beste mannelijke bijrol: Joseph Schildkraut in The Life of Emile Zola
- Beste vrouwelijke bijrol: Alice Brady in In Old Chicago
- Beste regisseur: Leo McCarey voor The Awful Truth

## Lijst van films
- Annapolis Salute
- Artists and Models
- The Awful Truth
- Big City
- Broadway Melody of 1938
- Captains Courageous
- Conquest
- A Damsel in Distress
- A Day at the Races
- Dead End
- Dick Tracy
- De drie wensen
- Drôle de drame
- The Edge of the World
- The Firefly
- The Good Earth
- Good Morning, Boys
- La Grande Illusion
- Green Fields
- Heidi
- Hitting a New High
- The Hurricane
- In Old Chicago
- It's Love I'm After
- Jump for Glory
- Kid Galahad
- The Last of Mrs. Cheyney
- The Life of Emile Zola
- Lost Horizon
- Make Way for Tomorrow
- De man zonder hart
- Mannequin
- Maytime
- Nothing Sacred
- Oh, Mr Porter!
- One Hundred Men and a Girl
- Op een avond in mei
- Parnell
- Pépé le Moko
- Personal Property
- Plenty of Money and You
- The Prisoner of Zenda
- Pygmalion
- Quality Street
- The Road Back
- Saratoga
- Shall We Dance
- Slim
- Sneeuwwitje en de zeven dwergen (Engelse titel: Snow White and the Seven Dwarfs)
- Something to Sing About
- Souls at Sea
- Stage Door
- A Star Is Born
- Stella Dallas
- Stolen Holiday
- They Won't Forget
- Topper
- Tovarich
- Way Out West
- Wee Willie Winkie
- Wells Fargo
- You Only Live Once
- Young and Innocent
- Zorro Rides Again

## Geboren
| Datum                | Naam             | Beroep  |
| -------------------- | ---------------- | ------- |
| 4 januari            | Dyan Cannon      | Actrice |
| 15 januari           | Margaret O'Brien | Actrice |
| 27 januari († 2001)  | Troy Donahue     | Acteur  |
| 30 januari           | Vanessa Redgrave | Actrice |
| 27 februari          | Barbara Babcock  | Actrice |
| 1 juni               | Morgan Freeman   | Acteur  |
| 8 augustus           | Dustin Hoffman   | Acteur  |
| 4 september († 2006) | Mikk Mikiver     | Acteur  |
| 21 november          | Ingrid Pitt      | Actrice |
| 9 december († 1998)  | Darwin Joston    | Acteur  |
| 21 december          | Jane Fonda       | Actrice |

## Overleden
| Datum      | Naam           | Leeftijd | Beroep  |
| ---------- | -------------- | -------- | ------- |
| 2 januari  | Ross Alexander | 29       | Acteur  |
| 23 januari | Marie Prevost  | 40       | Actrice |
| 1 mei      | Snitz Edwards  | 69       | Acteur  |
| 7 juni     | Jean Harlow    | 26       | Actrice |

1870-1879 · 1880-1889 · 1890 · 1891 · 1892 · 1893 · 1894 · 1895 · 1896 · 1897 · 1898 · 1899 · 1900 · 1901 · 1902 · 1903 · 1904 · 1905 · 1906 · 1907 · 1908 · 1909 · 1910 · 1911 · 1912 · 1913 · 1914 · 1915 · 1916 · 1917 · 1918 · 1919 · 1920 · 1921 · 1922 · 1923 · 1924 · 1925 · 1926 · 1927 · 1928 · 1929 · 1930 · 1931 · 1932 · 1933 · 1934 · 1935 · 1936 · 1937 · 1938 · 1939 · 1940 · 1941 · 1942 · 1943 · 1944 · 1945 · 1946 · 1947 · 1948 · 1949 · 1950 · 1951 · 1952 · 1953 · 1954 · 1955 · 1956 · 1957 · 1958 · 1959 · 1960 · 1961 · 1962 · 1963 · 1964 · 1965 · 1966 · 1967 · 1968 · 1969 · 1970 · 1971 · 1972 · 1973 · 1974 · 1975 · 1976 · 1977 · 1978 · 1979 · 1980 · 1981 · 1982 · 1983 · 1984 · 1985 · 1986 · 1987 · 1988 · 1989 · 1990 · 1991 · 1992 · 1993 · 1994 · 1995 · 1996 · 1997 · 1998 · 1999 · 2000 · 2001 · 2002 · 2003 · 2004 · 2005 · 2006 · 2007 · 2008 · 2009 · 2010 · 2011 · 2012 · 2013 · 2014 · 2015 · 2016 · 2017 · 2018 · 2019 · 2020 · 2021 · 2022 · 2023 · 2024 · 2025